# Boyne (Irlande)
Pour les articles homonymes, voir Boyne.
La Boyne [bɔɪn] (en gaélique : An Bhóinn [ənˠ ˈbˠoːn̪ʲə]) est une rivière d'Irlande. 

## Géographie
La rivière coule sur 112 kilomètres entre sa source à Newbury Hall, près de Carbury, dans le comté de Kildare et son embouchure dans la mer d'Irlande  à Drogheda (comté de Meath). Son nom provient de la déesse Boand de la mythologie celtique, qui, pour expier une relation coupable, se baigna dans l’eau lustrale et mortelle de la rivière Segais, dans laquelle elle perdit un bras, une jambe et un œil. Dans sa fuite vers l’océan, elle devint la Boyne.

### Affluents
- Blackwater ;
- Enfield Blackwater (en), qui prend sa source à Kildare.

## Histoire
Malgré son court tracé, la vallée de la Boyne a été le théâtre de très nombreux épisodes de l’histoire de l'île d’Irlande : la rivière passe près de l’ancienne cité de Trim, de la colline de Tara (l'ancienne capitale des rois d’Irlande), du site archéologique de Bru na Boinne (la résidence du dieu Dagda) avec le tumulus de Newgrange, de l’abbaye de Mellifont et de la ville médiévale de Drogheda.
La bataille de la Boyne qui opposa Guillaume III à Jacques II s’y est déroulée en 1690.

### Article lié
- Liste des cours d'eau d'Irlande